# 88. vestlige længdekreds
Den 88. vestlige længdekreds (eller 88 grader vestlig længde) er en længdekreds, der ligger 88 grader vest for nulmeridianen. Den løber gennem Ishavet, Nordamerika, Caribien, Mellemamerika, Stillehavet, det Sydlige Ishav og Antarktis.